# Gare de Lyon-Saint-Exupéry TGV
Pour les articles homonymes, voir Saint-Exupéry (homonymie), Gare de Lyon et Satolas.
La gare de Lyon-Saint-Exupéry TGV, anciennement Satolas-TGV, est une gare ferroviaire TGV française située sur le territoire de la commune de Colombier-Saugnieu (à 20 km de Lyon), dans le département du Rhône, en région Auvergne-Rhône-Alpes. Elle dessert l'aéroport de Lyon-Saint-Exupéry.
La gare est mise en service en 1994 par la Société nationale des chemins de fer français (SNCF) lors de l'ouverture commerciale de la LGV Rhône-Alpes (second maillon de la ligne à grande vitesse reliant Paris à Marseille).

## Situation ferroviaire
Établie à 229 mètres d'altitude, la gare est située au point kilométrique (PK) 409,505 de la ligne de Combs-la-Ville à Saint-Louis (LGV), entre les gares de Mâcon-Loché-TGV et de Valence TGV.

## Histoire

### La gare provisoire
Dans le cadre du projet de LGV Rhône-Alpes, un court embranchement à voie unique est construit en avance de phase entre Saint-Quentin-Fallavier et l'aéroport Satolas et une gare est mise en service à titre provisoire pour les Jeux olympiques d'Albertville. Des rames réversibles Corail et à deux niveaux sont utilisées pour la desserte des sites olympiques du 8 au 23 février 1992. Elle ferme ensuite ses portes.

### Construction de la gare

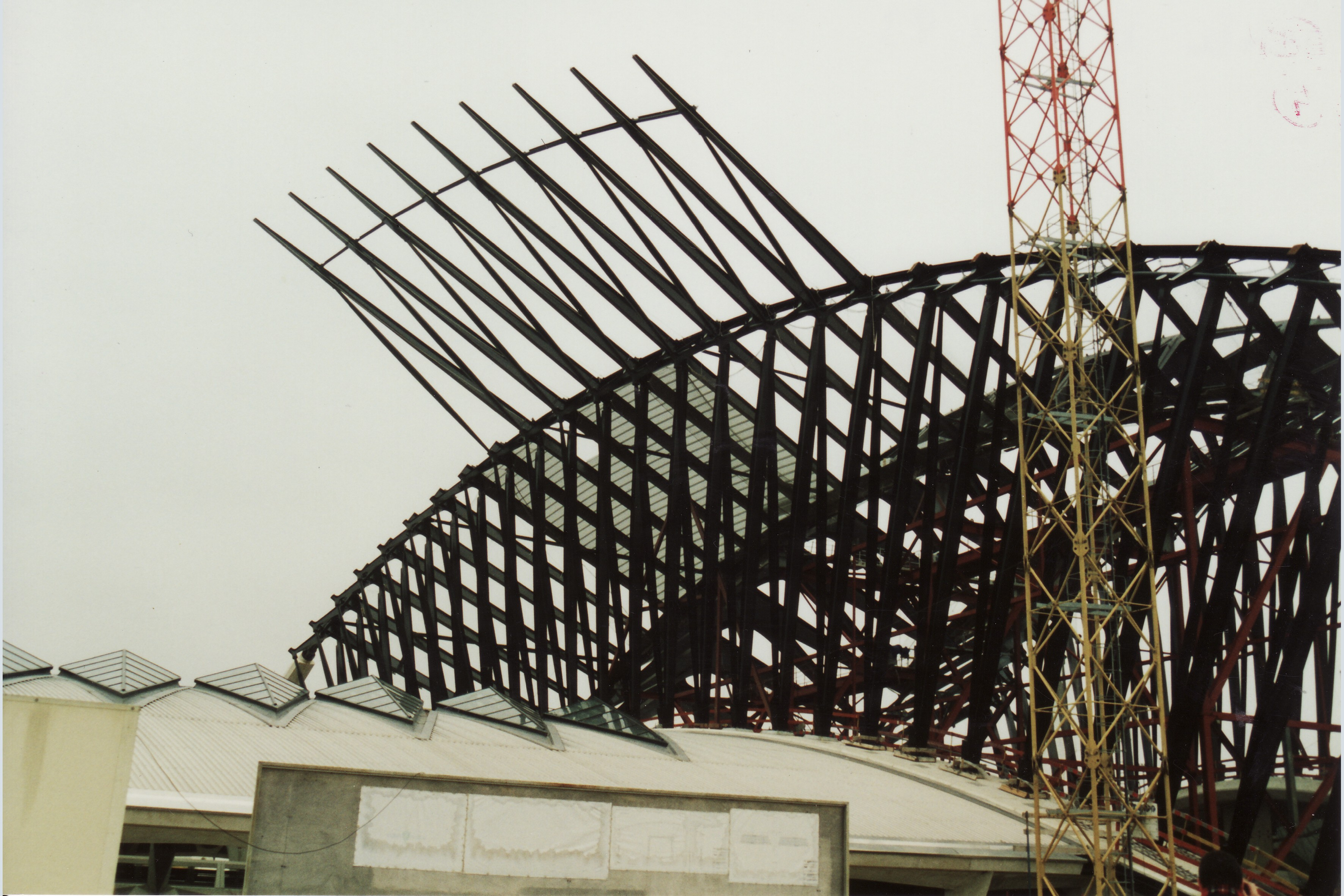
La gare en construction, en 1993.

Le tronçon de la LGV Rhône-Alpes de Montanay à Saint-Quentin-Fallavier est achevé en décembre 1992. Mais la gare n'est alors pas terminée.
La construction de la gare est placée sous la maîtrise d'ouvrage conjointe de la SNCF, du conseil régional de Rhône-Alpes, du conseil général du Rhône et de la CCI de Lyon. Son coût total a été chiffré à 750 millions de francs de l'époque, dont 270 à la charge de la région.
La construction en béton armé blanc est confiée à la société Léon Grosse et la construction métallique est confiée à la société Eiffage construction métallique et à son bureau d'étude de Maizières-lès-Metz, avec le logiciel Bocad 3D.
Elle est inaugurée le 28 juin 1994 par le Premier ministre Édouard Balladur en même temps que la deuxième section de la LGV Rhône-Alpes entre Saint-Quentin-Fallavier et Saint-Marcel-lès-Valence. Elle porte alors le nom de Satolas-TGV.
À l'ouverture, 12 trains quotidiens desservaient la gare.
Elle est renommée en gare de Lyon-Saint-Exupéry TGV en juin 2000, lors du changement de nom de l'aéroport.
La gare était desservie — jusqu'en décembre 2022[réf. souhaitée] — par la liaison TGV Paris – Turin – Milan.

## Architecture
La gare, conçue par l'architecte espagnol Santiago Calatrava Valls associé à l'agence d'étude des gares de la SNCF, est un ouvrage en béton armé couvert d'un toit en acier et perçu comme un oiseau prenant son envol.
La gare comprend cinq voies en tranchée et s'étend sur 400 m de long, 40 m de large et 40 m de haut. Les deux voies centrales sont isolées dans le « tube 300 » et sont parcourues par les trains pouvant être à pleine vitesse (300 km/h). Les trois voies latérales desservent deux quais disposés de part et d'autre du tube central ; côté ouest (direction Paris), les deux voies sont posées de part et d'autre d'un quai central ; côté est (direction le sud), le quai est desservi par une seule voie, mais l'emplacement de la deuxième voie est réservé à l'extrémité est ; cette situation résulte de l'ouverture provisoire de 1992 qui a été opérée en urgence et pour laquelle seule une voie était requise[réf. souhaitée]. Du côté ouest, se situe la voie ferrée du tramway express Rhônexpress qui a été mis en service le 9 août 2010.
Au niveau du sol, au-dessus du tube central, un espace déambulatoire de 300 m de long permet aux voyageurs d'accéder aux deux quais par des batteries d'escaliers mécaniques et d'ascenseurs. L'ensemble est recouvert sur toute sa longueur d'un toit cylindrique en béton (400 m de long sur 53 m de large) muni de nombreuses verrières en forme de pyramides pour l'éclairage naturel.
Le hall central situé transversalement à cet ensemble est recouvert d'une grande structure métallique formant deux ailes évasées de part et d'autre.

Une passerelle de liaison entre les quais et le hall voyageurs.
Vue intérieure de la gare, avec l'emplacement pour une quatrième voie, côté Est.

## Service des voyageurs

### Accueil

Entrée du bâtiment voyageurs.
Le hall voyageurs et de correspondance avec les aérogares.

### Desserte

#### TGV

Vue d'un quai de la gare en 2015, avec un TGV Milan – Paris.

Lyon-Saint-Exupéry TGV est l'une des gares desservies par les TGV inOui entre Paris (gare de Lyon), la région Auvergne-Rhône-Alpes (Grenoble, Valence et Montélimar) et la Provence-Alpes-Côte d'Azur (Orange, Avignon, Arles et Miramas). Le principal objectif de l'arrêt en gare de ces liaisons est d'offrir des correspondances avec les avions.
Elle reçoit également des trains Ouigo, qui effectuent des liaisons entre Paris, Lille ou Tourcoing, d'une part, et Marseille, Nice ou Montpellier, d'autre part ; certains de ces trains desservent l'aéroport de Roissy-Charles-de-Gaulle (qui est un terminus partiel). À cela s'ajoute une liaison hivernale Paris – Bourg-Saint-Maurice.

#### Rhônexpress

La station terminus du Rhônexpress est située sous le parvis de la gare.

Depuis le 9 août 2010, l'aéroport est relié au centre-ville de Lyon par la liaison Rhônexpress, une ligne de tramway express qui le relie à la gare de Lyon-Part-Dieu en moins de 30 minutes.
Longue de 23 km, elle utilise en partie (sur 14,6 km) les infrastructures de la ligne T3 (avec des évitements permettant à Rhônexpress de doubler les tramways urbains), puis une plateforme indépendante sur les 7 derniers kilomètres où le tramway peut atteindre une vitesse de pointe en exploitation de 100 km/h. Le T3 et Rhônexpress réutilisent l'ancienne ligne de l'Est de Lyon, désaffectée depuis quelques décennies.
L'exploitation est indépendante du réseau de transports en commun lyonnais et le service a donc un matériel et une tarification spécifiques.
À l'origine, cette ligne est concédée pour trente ans au consortium Rhônexpress. Par délibération du 21 février 2020, le Sytral décide de la résiliation du contrat de concession avec la société Rhônexpress SAS.
Cette liaison est en service de 5 h à minuit, et offre aux usagers une fréquence de 30 minutes de 5 h à 6 h et de 21 h à minuit, et une fréquence de 15 minutes de 6 h à 21 h. Elle dessert également les stations de Meyzieu Z.I. (parc-relais et terminus du T3) et de Vaulx-en-Velin - La Soie (ligne A du métro de Lyon et ligne T3).
L'accès entre l'aéroport lyonnais et la métropole de Lyon se faisait par autocar (Satobus) du réseau départemental du Rhône, avant l'ouverture de Rhônexpress.
En 2014, 1,2 million de voyageurs ont transité par Rhônexpress.
Rhônexpress possède un quai desservi par deux voies.

### Intermodalité

#### Aéroport
La gare est reliée par une passerelle de 250 m, équipée d'un trottoir roulant, à l'aéroport international de Lyon-Saint-Exupéry. Cet aéroport fut l'un des premiers à être desservi par une gare TGV (quelques semaines après Roissy CDG). La proximité de l'aéroport a toutefois, jusqu'à présent, engendré peu de trafic sur la ligne à grande vitesse.
En 2002, les correspondances fer/air représentaient 10 % du trafic de la gare TGV, soit 80 voyageurs par jour.
Cette faible utilisation s'explique par l'offre peu nombreuse de vols longs courriers, le préacheminement n'est donc pas attrayant pour les passagers qui peuvent trouver les mêmes vols dans un aéroport plus proche de chez eux. Les principales villes de la zone de chalandise de Saint-Exupéry n'ont pas de TGV passant par l'aéroport et les quelques gares situées sur la ligne qui pourraient trouver un intérêt à des correspondances TGV/air (Grenoble, Mâcon ou le Creusot) ne sont pas bien desservies.

#### Autobus
La gare est desservie par les lignes 47 (donnant correspondance avec la ligne 3 du tramway) et 48 du réseau de bus TCL.

### Fréquentation
En 2009, la gare a accueilli 491 579 voyageurs sur l'année, soit une moyenne de 1 350 par jour. Et, en 2012, le nombre annuel de voyageurs s'éleva à 570 000, puis à 620 000 en 2013.
De 2015 à 2024, selon les estimations de la SNCF, la fréquentation annuelle de la gare s'élève aux nombres indiqués dans le tableau ci-dessous.
| Année                      | 2015      | 2016      | 2017      | 2018      | 2019      | 2020      | 2021      | 2022      | 2023      | 2024      |
| -------------------------- | --------- | --------- | --------- | --------- | --------- | --------- | --------- | --------- | --------- | --------- |
| Voyageurs                  | 1 241 650 | 1 245 992 | 1 490 050 | 1 781 211 | 2 392 925 | 1 117 690 | 1 404 193 | 1 666 530 | 1 813 737 | 2 251 500 |
| Voyageurs et non voyageurs | 1 552 063 | 1 557 490 | 1 862 562 | 2 226 514 | 2 991 156 | 1 397 113 | 1 755 242 | 2 083 163 | 2 267 171 | 2 814 375 |

En 2024, après la gare de Lyon-Part-Dieu (42 434 779 voyageurs) et la gare de Lyon-Perrache (7 871 334 voyageurs), c'est la troisième gare desservant la métropole de Lyon (bien que située en dehors de l'agglomération et de la métropole).

## Projets

### Contournement ferroviaire

Des projets peuvent voir le jour avec l'aménagement d'une voie supplémentaire sur un emplacement réservé.

Le contournement ferroviaire de l'agglomération lyonnaise (CFAL) devrait également être relié à la gare, permettant des liaisons TER vers Genève, Bourg-en-Bresse, Ambérieu-en-Bugey, Saint-Étienne, Givors, Vienne, Roanne, Villefranche-sur-Saône…

### Ligne Lyon-Turin
La gare est située sur l'axe de la « liaison ferroviaire transalpine Lyon - Turin ».